# Panic, Sălaj
Panic este un sat în comuna Hereclean din județul Sălaj, Transilvania, România.
Atestare documentară: 1383 Panyit 

## Obiective turistice
- Rezervația naturală Stejărișul Panic (2,2 ha). Este acoperită de o specie de stejar roșu ocrotit ca rezervație forestieră și peisagistică. Rezervația este situată la cca 800 m sud de cantonul Panic.[1]
- Conacul Sebes din Panic

## Imagini

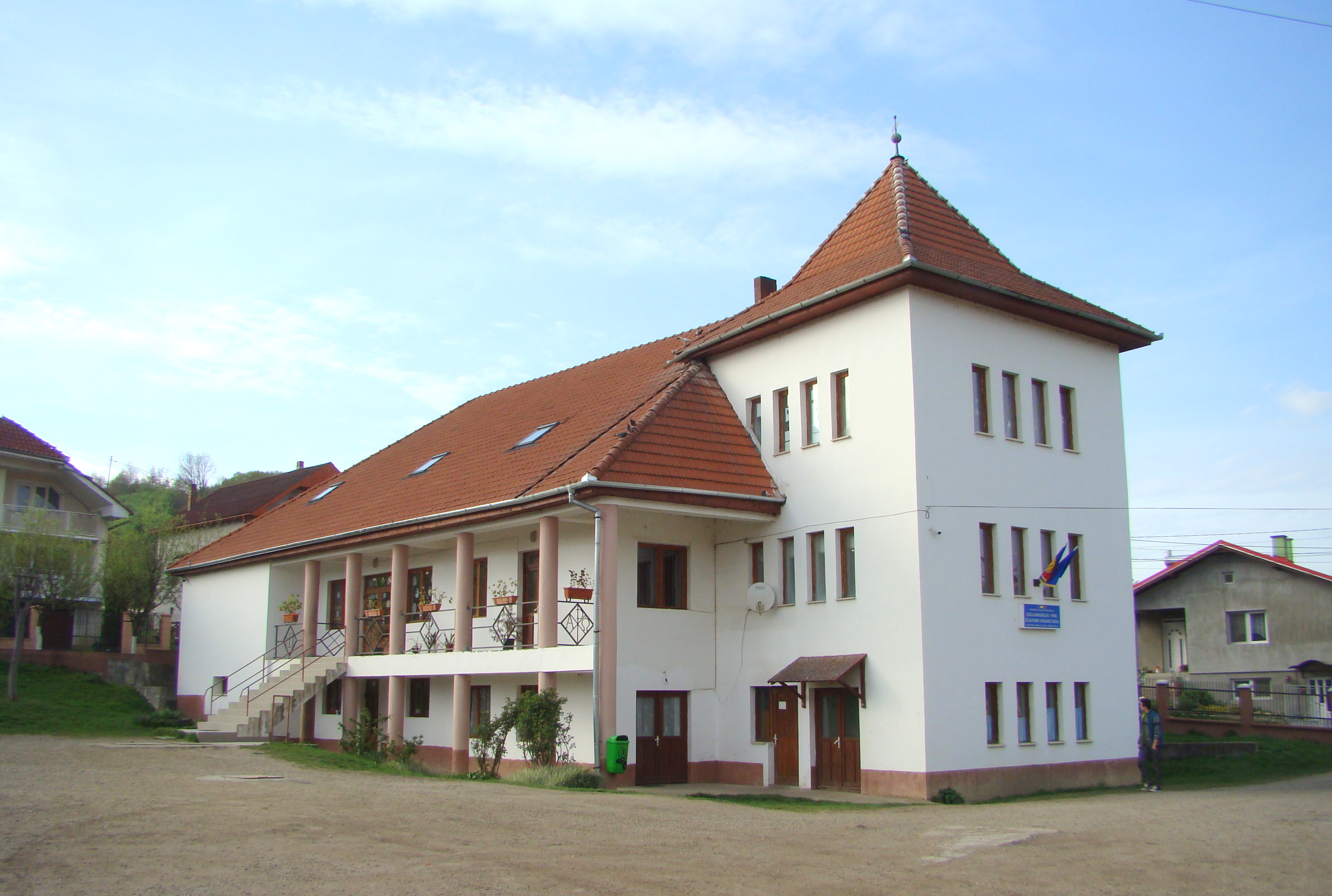
Școala
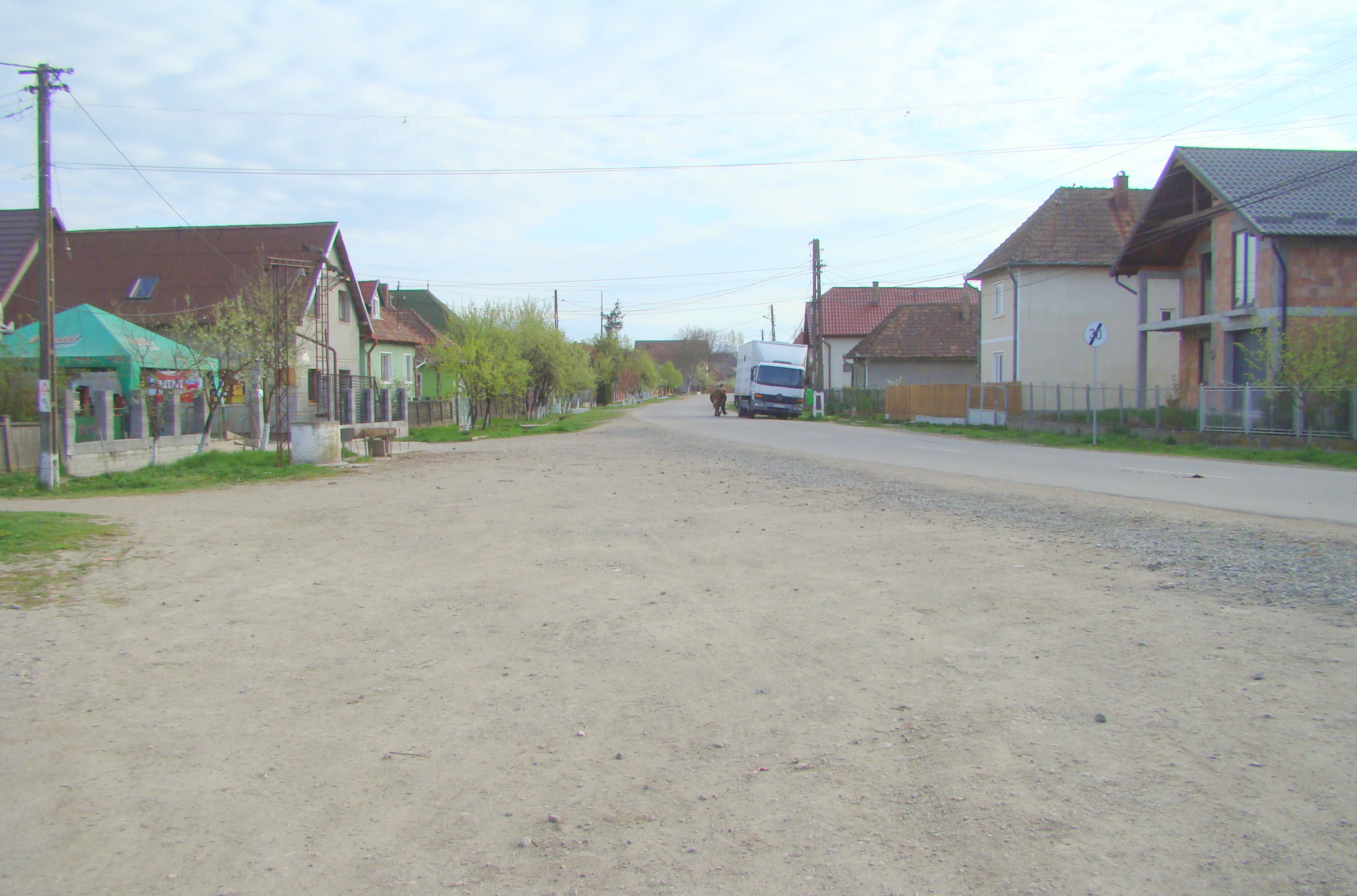
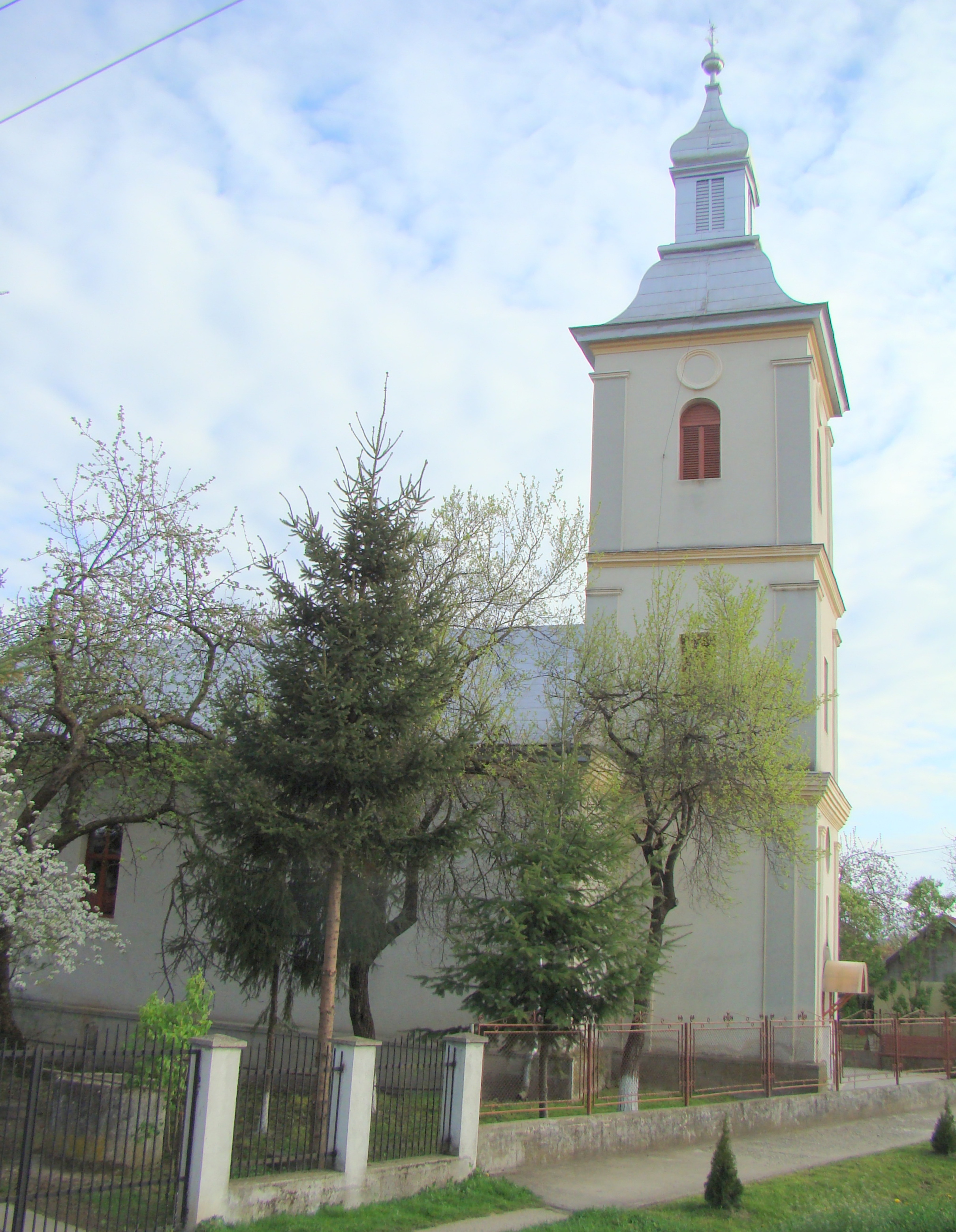
Biserica reformată
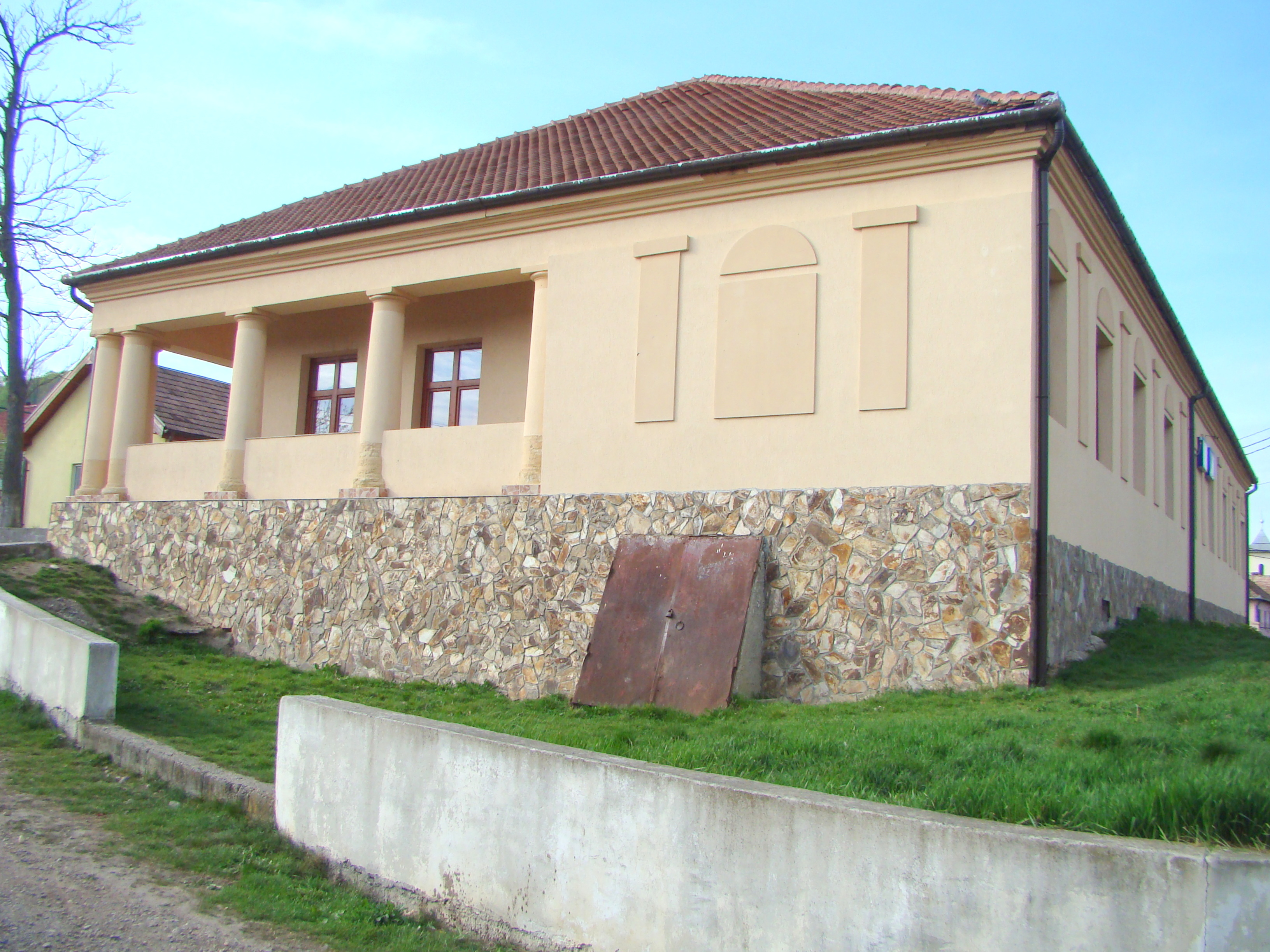
Conacul Sebes din Panic (monument istoric)